# Parectopa lespedezaefoliella
Parectopa lespedezaefoliella là một loài bướm đêm thuộc họ Gracillariidae. Loài này có ở Québec và Hoa Kỳ (bao gồm Maine, Pennsylvania, North Carolina and Michigan).
Ấu trùng ăn các loài Lespedeza (bao gồm Lespedeza violacea), Meibomia species và Robinia species (bao gồm Robinia pseudacacia). Chúng ăn lá nơi chúng làm tổ. ==Chú thích==
1. ↑  Global Taxonomic Database of Gracillariidae (Lepidoptera)[liên kết hỏng]